# Neuvicq
Neuvicq [nøvik] ist eine südwestfranzösische Gemeinde mit 408 Einwohnern (Stand: 1. Januar 2022) im Département Charente-Maritime in der Region Nouvelle-Aquitaine (vor 2016 Poitou-Charentes). Sie gehört zum Arrondissement Jonzac und zum Kanton Les Trois Monts. Die Einwohner werden Neuvicquois genannt.

## Lage
Neuvicq liegt im Süden der Saintonge etwa 53 Kilometer nordnordöstlich von Bordeaux am Flüsschen Mouzon. An der westlichen Gemeindegrenze verläuft der Lary. Umgeben wird Neuvicq von den Nachbargemeinden Chevanceaux im Nordwesten und Norden, Guizengeard im Nordosten, Boresse-et-Martron im Osten, Le Fouilloux im Südosten, Montguyon im Süden, Saint-Martin-d’Ary im Süden und Südwesten, Orignolles im Südwesten, Montlieu-la-Garde im Westen sowie Saint-Palais-de-Négrignac im Westen und Nordwesten.

## Bevölkerungsentwicklung
| Jahr                       | 1962 | 1968 | 1975 | 1982 | 1990 | 1999 | 2008 | 2019 |
| Einwohner                  | 520  | 457  | 406  | 340  | 331  | 306  | 401  | 466  |
| Quellen: Cassini und INSEE |      |      |      |      |      |      |      |      |

## Sehenswürdigkeiten

Kirche Saint-Laurent

- Kirche Saint-Laurent